# Сервания, Брэндон
Брэндон Иван Сервания (англ. Brandon Iván Servania; 12 марта 1999, Бирмингем, Алабама, США) — американский футболист, полузащитник клуба «Торонто».

## Клубная карьера
Сервания — воспитанник клуба «Даллас».
В 2017 году Сервания поступил в Университет Уэйк-Форест и начал выступать за футбольную команду вуза.
3 января 2018 года «Даллас» подписал с Серванией контракт по правилу доморощенного игрока. 19 мая 2018 года Сервания отправился в аренду в клуб USL «Талса Рафнекс». Его профессиональный дебют состоялся в тот же день в матче против «Сан-Антонио». 30 марта 2019 года он участвовал в дебютном матче новообразованного фарм-клуба «Далласа» в Лиге один ЮСЛ «Норт Тексас», соперником в котором была «Чаттануга Ред Вулвз». За «Даллас» в MLS Сервания дебютировал 6 апреля 2019 года в матче против «Филадельфии Юнион», выйдя на замену в концовке. 19 июня 2019 года в матче Открытого кубка США против «Нью-Мексико Юнайтед» он забил свой первый гол за «Даллас». 10 августа 2019 года в матче против «Миннесоты Юнайтед» он забил свои первые голы в MLS, оформив дубль. 9 февраля 2021 года Сервания был отдан в аренду австрийскому клубу «Санкт-Пёльтен» до конца сезона в австрийской Бундеслиге. 15 марта 2022 года Сервания подписал с «Далласом» новый трёхлетний контракт до конца сезона 2024 с опцией продления на сезон 2025.
20 февраля 2023 года Сервания был обменян в «Торонто» на Хесуса Хименеса и место иностранного игрока в сезоне 2023. За канадский клуб он дебютировал 25 февраля в матче стартового тура сезона против «Ди Си Юнайтед», выйдя на замену во втором тайме вместо Адамы Дьоманде. 15 апреля в матче против «Атланты Юнайтед» он забил свой первый гол за «Торонто». В начале октября Сервания получил разрыв передней крестообразной связки левого колена, из-за чего выбыл на длительный срок.

## Международная карьера
В 2018 году в составе молодёжной сборной США Сервания выиграл молодёжный чемпионат КОНКАКАФ. На турнире он сыграл в матчах против команд Пуэрто-Рико, Сент-Винсента и Гренадин, Тринидада и Тобаго, Суринама, Мексики, Гондураса и Коста-Рики. В этих поединках Брэндон отметился двумя мячами.
За сборную США Сервания дебютировал 1 февраля 2020 года в товарищеском матче со сборной Коста-Рики, выйдя на замену на 66-й минуте вместо Брендена Эронсена.
В декабре 2020 года Сервания был вызван в тренировочный лагерь сборной Пуэрто-Рико в январе 2021 года, но отклонил вызов.

## Личная жизнь
Младший брат Брэндона — Джейден, также футболист.

## Достижения
Международные
 США (до 20)
- Молодёжный чемпионат КОНКАКАФ — 2018